# Choroba Andersen
Choroba Andersen, glikogenoza typu IV, amylopektynoza – rzadka choroba genetyczna, dziedziczona autosomalnie recesywnie, polegająca na zaburzeniu spichrzania glikogenu.
Choroba została nazwana na cześć amerykańskiej lekarki, Dorothy Hansine Andersen.

## Patogeneza
Choroba jest spowodowana defektem enzymu rozgałęziającego glikogen. Powstaje glikogen o nienormalnie długich łańcuchach podobnych do tych jakie znajdują się w amylozie. Efektem tego jest nagromadzenie nieprawidłowego strukturalnie glikogenu w narządach, głównie w wątrobie i mięśniach (mimo na ogół prawidłowej jego zawartości w wątrobie).

## Objawy
- hepatomegalia i splenomegalia
- marskość wątroby
- niewydolność wątroby
- hipotonia mięśniowa
- upośledzenie wzrostu
- niewydolność serca

## Rokowanie
Choroba śmiertelna. Zgon następuje przeważnie w wieku 3–5 lat z powodu niewydolności wątroby.